# Lucélia (ort)
Lucélia är en ort i Brasilien.   Den ligger i kommunen Lucélia och delstaten São Paulo, i den södra delen av landet, 700 km sydväst om huvudstaden Brasília. Lucélia ligger 453 meter över havet och antalet invånare är 14 806.
Terrängen runt Lucélia är huvudsakligen platt. Lucélia ligger uppe på en höjd. Närmaste större samhälle är Adamantina, 6,8 km nordväst om Lucélia.
Omgivningarna runt Lucélia är en mosaik av jordbruksmark och naturlig växtlighet. Runt Lucélia är det ganska tätbefolkat, med 83 invånare per kvadratkilometer.